# 新普韋布洛 (科爾多瓦省)
新普韋布洛是哥倫比亞的城鎮，位於該國西北部，由科爾多瓦省負責管轄，距離首府蒙特里亞65公里，始建於1907年，面積715平方公里，海拔高度108米，2005年人口31,754。

## 外部連結
- （西班牙文） Gobernacion de Cordoba - Pueblo Nuevo[永久]

8°30′03″N 75°30′26″W / 8.50083°N 75.5072°W